# Eduard Melkus
Eduard Melkus   (Baden bei Wien, 1 de setembre de 1928) és un violinista, violista, musicòleg i pedagog austriacista.

## Biografia
Eduard Melkus va estudiar violí amb Ernst Morawec i musicologia amb Erich Schenk del 1951 al 1953 a la Universitat de Viena. Va seguir estudis de violí a París amb Firmin Touche i a Zuric amb Alexander Schaichet i Peter Rybar (1913–2002). Immediatament després de la Segona Guerra Mundial, es va dedicar a investigar la pràctica històrica de la performance i, inspirat per Josef Mertin, va fundar amb Gustav Leonhardt i Karl Scheit l'any 1952 la "Schola Antiqua Vienna", que el 1965 es va convertir en la "Capella Academica Vienna", amb que encara treballa avui. Melkus era membre del "Quartet Vienès Gamben", fundat l'any 1949, i també pertanyia al cercle íntim de músics al voltant d'Alice i Nikolaus Harnoncourt. Durant els anys que va passar a Zuric del 1955 al 1958, va ser principal del “Zurich String Quartet” i, després d'un canvi de formació, del “New Zurich String Quartet”. Enregistrament: Ernst Toch, Quartet de corda, Op. 70 (discs contemporanis, 1959). En els seus primers anys va tractar els precursors i variants del violí, el rebec, la lira da braccio i la viola d'amore.
Nombrosos concerts, discos i gravacions en CD de més de 200 obres des de finals del segle xvii fins a finals del XVIII amb la seva “Capella Academica Vienna” i la clavecinista francesa Huguette Dreyfus li van obrir un públic mundial.
Eduard Melkus va ser professor de violí, violí barroc, viola i pràctica d'interpretació històrica a la Universitat de Música de Viena des de 1958 fins a la seva jubilació el 1996. El 1982 també va assumir la direcció de l'Institut per a l'Estil Sonor Vienès. El 1978 va assumir la direcció musical d'una producció d'òpera al Festival de Música Antiga d'Innsbruck.
Un dels èxits particulars de Melkus és la seva investigació sobre el desenvolupament de l'ornamentació lliure en la música de principis del segle XVIII. Va transmetre aquestes troballes en nombrosos escrits i classes magistrals. El 1962, Melkus va estrenar el Concert per a violí op 84 d'Egon Wellesz, que li va ser dedicat.
Eduard Melkus, entre d'altres, va tocar un violí original de 1679 atribuït a Nicola Amati.
A la seva ciutat natal de Baden, prop de Viena, Eduard Melkus és l'iniciador i organitzador dels "Dies de Baden Beethoven" des de 1980. El 1987 va ser guardonat amb el Premi Handel del districte de Halle. Melkus estava casat amb Marlis, de soltera Selzer (m. 2017) des de 1952. D'aquest matrimoni van tenir 4 fills, nombrosos néts i besnéts. Està casat per segona vegada amb Eri Melkus-Ota, violinista i concertista de la Capella Academica.

## Escrits (selecció)
- (Ed.): 15 anys de l'Institut per a l'Estil Sonor Vienès (1980–1995), Institut per a l'Estil Sonor Vienès 1996, ISBN 3-900914-01-X
- El violí. Una introducció a la història del violí i tocar el violí, Schott, Mainz 1973, ISBN 3-7957-2359-0

Publicacions
1. L'arc del rierol
2. El violí com a objecte d'estudis estilístics
3. Inclinació i reverència a la música de Mozart
4. Inclinació i reverència a les obres de Beethoven
5. Noves maneres d'interpretar la música antiga, pràctica de la performance en comparació amb les arts visuals (pàgs. 173–201) al Festschrift Josef Mertin (Viena, 1994)

- El meu professor Adolf Sieberth, a: Michel Cullin, Primavera Driessen Gruber (ed.): Douce France?: Music Exile a France / Musiciens en Exil en France 1933–1945. Viena: Böhlau, 2008, pàgs. 217–222

## Discografia (selecció)
- Ernst Toch, Quartet de corda, op. 70, New Zurich String Quartet: Eduard Melkus, Jürg Jenne (violins), Kurt Hirschfeld (viola), Frédéric Mottier (violoncel).